# Explotación agraria
La explotación de la agricultura es la unidad técnico-económica propia de la base del sector primario, equivalente a la empresa en otros sectores económicos, y cuya producción son los productos agropecuarios (agrícolas o ganaderos).

## Otras empresas en el sector primario
Existen otras empresas en el ámbito del sector primario, pero su actividad suele basarse en la comercialización o la agroindustria, a veces mediante la asociación de explotaciones para esos fines (cooperativas agrarias). Por otro lado, también existen otras actividades no agrarias en el sector primario (pesca y silvicultura), en las que debe hablarse de explotación pesquera y explotación forestal..

## Conceptos con relación a lo explicado
Como concepto, el de explotación agraria se relaciona y opone al concepto de propiedad agraria y al concepto de parcela: una explotación puede englobar una o varias parcelas, continuas o no, pertenecientes al mismo propietario o a propietarios distintos, mediante explotación directa (en las que el propietario coincide con el responsable de la explotación) o explotación indirecta (arrendamiento o figuras similares de cesión del uso de la tierra). El trabajo en la explotación pueden ser realizado mediante asalariados (jornaleros) contratados por su responsable, o por este mismo y su familia (explotación familiar); y dependiendo del tamaño de la explotación y de la necesidad de continuidad en su cuidado, pueden existir explotaciones a tiempo parcial (en las que el responsable de la explotación pasa temporadas trabajando en otro sector y vuelve a su explotación para la cosecha u otra época de mayor intensidad de trabajo).

## Tamaño: latifundio y minifundio
Las explotaciones agrarias, según su tamaño, pueden ser latifundios, si son demasiado grandes (se consideran así en España los que superan las 100 hectáreas) o minifundios, si son demasiado pequeñas (10 hectáreas en España); aunque, dependiendo de la calidad de la tierra y su ubicación, una explotación menor de 10 hectáreas puede ser perfectamente viable (por ejemplo, un naranjal en la huerta valenciana). Aunque en la mayor parte de los casos suele hacerlo, no siempre coincide gran propiedad con latifundio, ni pequeña propiedad con minifundio: la gran propiedad puede estar dividida en cesiones de uso para su cultivo a muchos pequeños agricultores en múltiples explotaciones indirectas del tamaño de minifundios; mientras que una pluralidad de pequeñas propiedades puede ser gestionada por un único arrendatario, cuya explotación sea un verdadero latifundio. No obstante ambos extremos suelen quedar obsoletos y tienden a no ser funcionales. Además, tienen diferentes consecuencias económicas, sociales  y políticas (propietario absentista, caciquismo, atraso rural, éxodo rural, conflictividad agraria). Los desequilibrios han propiciado, en todos los países, reformas agrarias técnicas (concentración parcelaria) y políticas (la propiamente denominada reforma agraria, que implica cambios en la estructura de la propiedad, habitualmente ligada a procesos revolucionarios -por ejemplo, la revolución mexicana-).

## Explotaciones agrarias en el mundo
En el mundo hay 525 millones de explotaciones agrarias (una por cada 12 habitantes). De todas ellas sólo 79 millones (el 15%) supera las dos hectáreas. De los 446 millones restantes, 388 millones están en Asia y 36 millones en África. La posibilidad de gestionar explotaciones tan pequeñas se reduce prácticamente a un autoabastecimiento muy precario propio de la agricultura de subsistencia, siendo muy difícil su introducción en una agricultura de mercado o tecnificada (mecanización, irrigación, productos fitosanitarios, selección de semillas, comercialización, especialización, cambio de cultivos de acuerdo a la demanda, etc.); e incluso, paradójicamente, suele ser incompatible con las más recientes técnicas de la agricultura ecológica (agricultura sin labranza, agricultura extensiva, ampliación del barbecho, asociación de cultivos), a pesar de que suelen estar inspiradas en la recuperación de técnicas propias de la agricultura tradicional.

## Por países

### España
La normativa española, configura tres herramientas informáticas llamadas a ser decisivas en la gestión de las explotaciones agrarias:
- En primer lugar, el SIEX, que es un conjunto de base de datos y registros administrativos interconectados en el que de integran de oficio (sin necesidad de que los titulares de las explotaciones ganaderas o empresas conexas correspondientes realicen actuación adicional ninguna), los datos que constan en registros, sistemas y bases tales como el Registro General de Explotaciones Ganaderas (REGA),[3] el Registro Nacional de Organizaciones de Productores y Asociaciones de Organizaciones de Productores, el Registro General de Operadores de Producción Ecológica (REGOE), el Sistema Nacional de Información de Razas o la base de datos PROLAC.
- En segundo lugar, el REA (Registro de Explotaciones Agrícolas) es un registro electrónico, establecido y gestionado por las comunidades autónomas, en el que «se integrará de oficio, si procede, la información relativa a las explotaciones agrícolas en poder de la Administración. Son los interesados los que cumplimentan tales obligaciones, que posteriormente se agrupan por la Administración autonómica en el REA.
- En tercer lugar, el Cuaderno de explotación (CUE), es un sistema electrónico en el que los titulares de explotaciones agrarias con unidades de producción agrícola deben consignar los datos  relativos a su actividad agrícola, conforme determinados requisitos técnicos. El Cuaderno Digital de Explotación Agrícola, es obligatorio para en la PAC, para aquellas explotaciones agrícolas que cumplan alguna de las siguientes condiciones: superficie superior a 30 hectáreas, más de 5 ha de regadío o invernaderos de más de 0,1 ha.[4]